# Ámbelos (ort)
Ámbelos (Ampelos) är en ort i Grekland.   Den ligger i prefekturen Nomós Achaḯas och regionen Västra Grekland, i den centrala delen av landet, 120 km väster om huvudstaden Aten. Ámbelos ligger 138 meter över havet och antalet invånare är 213.
Terrängen runt Ámbelos är kuperad åt nordväst, men söderut är den bergig. Havet är nära Ámbelos åt nordost. Runt Ámbelos är det ganska glesbefolkat, med 27 invånare per kvadratkilometer. Närmaste större samhälle är Aíyira, 2,0 km nordost om Ámbelos. 